# Susan Rice
Susan Elizabeth Rice (Washington D. C., 17 de noviembre de 1964) es una funcionaria pública estadounidense que ocupó el cargo de embajadora de los Estados Unidos en la ONU desde el 2009 hasta el 2013, y posteriormente fue la consejera de Seguridad Nacional de la administración Obama desde 2013 hasta 2017.

## Juventud e inicios en política
Hija de un exgobernador de la Reserva Federal, Emmett J. Rice, y de Lois Dickson Fitt, una investigadora de la política de educación y profesora invitada en la Brookings Institution, Susan nació y creció en Washington D. C., donde fue estrella jugadora de basquetball y estudió la exclusiva preparatoria The National Cathedral School. 
Al crecer, la familia Rice habló a menudo de la política local y política exterior en la mesa. El trabajo de su madre, también trajo figuras notables a través de la casa, incluyendo Madeleine Albright, con quien la madre de Susan Rice se sirve con una junta escolar local. Albright más tarde se convertiría en una figura central en la vida personal y profesional de Rice.
Rice asistió a la Catedral Nacional de la Escuela, una academia de preparación en el estado de Washington. Ella sobresalió en lo académico, convirtiéndose en la mejor alumna de su clase, y demostró su aptitud en el ámbito político como presidente del consejo estudiantil. 
Se graduó en la Universidad de Stanford en Historia en 1986 y tiene una maestría en Filosofía y un doctorado en relaciones internacionales del New College de la Universidad de Oxford.
No solo ganó honores departamentales y distinción de la Universidad, sino que también se convirtió en un erudito del expresidente estadounidense Harry S. Truman, fue elegida miembro de Phi Beta Kappa y además ganó una beca Rhodes. 
Trabajó como mánager consultora de McKinsey & Company en Toronto, Ontario, Canadá, antes de pertenecer a la Administración Clinton, y luego se convirtió en senior fellow en la Brooking Institution.
Fue también consejera de política exterior de la campaña de John Kerry en 2004.

## Administración Clinton
Ella comenzó su temporada con el Consejo de Seguridad Nacional en el mantenimiento de la paz y pronto fue promovido a director de asuntos africanos. Fue nombrada por el presidente Bill Clinton como secretaria de Estado adjunta para África junto a la ex Secretaria de Estado Madeleine Albright, a los 32 años, se convirtió en uno de los más jóvenes en ocupar esa posición. Sus responsabilidades incluyeron la supervisión de las acciones de más de 40 países y 5000 funcionarios del servicio exterior. 
Protegida por Madeleine K. Albright cuando esta fue Secretaria de Estado, Rice sobresalió de entre los demás oficiales veteranos en 1997.
Su nombramiento fue visto con escepticismo por algunos funcionarios de EE. UU. que cita a su juventud e inexperiencia, en África, la preocupación por las diferencias culturales y su capacidad para hacer frente eficazmente a los jefes tradicionales africanos hombres de Estado se han planteado. Sin embargo, la habilidad de Rice como un negociador con encanto, pero firme y su inquebrantable determinación le han ayudado en situaciones difíciles. Incluso los críticos reconocen sus fortalezas, un eminente estudioso de África ha llamado a su dinámica, un estudio rápido y bueno en sus pies.
Siendo secretaria asistente de Estado en Asuntos Africanos. Cuestionó fuertemente la política estadounidense hacia Ruanda durante el genocidio de 1994, cuando ella era miembro del equipo administrativo del equipo de Clinton, que tuvo a los Estados Unidos al margen.
Le dijo a un diario en 2001, que ella aprendió su lección. "Me juré a mí misma que, si algún día confronto una crisis como aquella, me colocaría abajo, al lado de una acción dramática, hacia abajo, en flamas si eso se necesita".
Ella también trae consigo experiencia con Al Qaeda, pues estuvo a la cabeza de la diplomacia de Asuntos del África durante los ataques terroristas de bombardeo de 1998 en las embajadas de Tanzania y Kenia.
Está ligada a Obama porque fue más de dos años integrante de su círculo interno, como consejera de política exterior en la campaña Obama-Biden.
Su participación en la política y el aumento reflejaba la de Condoleezza Rice, la ex secretaria de Estado del presidente George W. Bush. Las dos son mujeres afroamericanas, expertas en política exterior que tienen vínculos con la Universidad de Stanford. Sin embargo, no hay parentesco entre ellas. La confusión ha sucedido tan a menudo que los demócratas tienen un dicho acerca de la confusión.

## Embajadora de los Estados Unidos ante la ONU
Después de la elección exitosa de Obama en noviembre de 2008, Rice fue nominada para ser embajadora de la ONU para los Estados Unidos. El 22 de enero de 2009, fue confirmado por el Senado de los EE. UU.
Durante su estadía en el Consejo de Seguridad de las Naciones Unidas, una de las decisiones de Rice como enviada del presidente Obama al Consejo de Seguridad, fue la decisión de votar junto a Reino Unido, Francia y otros países la Resolución 1973 del Consejo de Seguridad de las Naciones Unidas que estableció una zona de exclusión aérea sobre Libia debido a los ataques que las tropas del régimen del líder libio Muamar Gadafi ejercía sobre las fuerzas rebeldes libias y la población civil.

## Honores y menciones
Co-ganadora del Premio Memorial Samuel Nelson Drew de la Casa Blanca por sus contribuciones distinguidas a la formación de relaciones pacíficas y de cooperación entre los estados.
Galardonado con Premio el británico Chatham House-International Studies Association a la tesis doctoral de los más distinguidos en el Reino Unido en el campo de las Relaciones Internacionales.

## Vida personal
Susan Rice, se casó con Ian Cameron el 12 de septiembre de 1992 en Washington D. C., los dos se conocieron en Stanford. Cameron es el productor ejecutivo de ABC News "This Week with George Stephanopoulos". La pareja tiene dos niños pequeños.